# Copa capverdiana de futbol
La Copa capverdiana de futbol, oficialment Taça Nacional de Cabo Verde, és la principal competició futbolística per eliminatòries de Cap Verd. Data de l'any 1982.

## Historial
Font:
| Any       | Campió                                    | Resultat                                  | Finalista                                 |
| --------- | ----------------------------------------- | ----------------------------------------- | ----------------------------------------- |
| 1982      | CS Mindelense (1)                         | 1-0                                       | SC Morabeza                               |
| 1983-2006 | no es disputà                             | no es disputà                             | no es disputà                             |
| 2007      | Académica da Praia (1)                    | 3-1                                       | Académica do Sal                          |
| 2008      | no es disputà per problemes econòmics     | no es disputà per problemes econòmics     | no es disputà per problemes econòmics     |
| 2009      | FC Boavista (1)                           | 1-0                                       | Académico do Aeroporto                    |
| 2010      | FC Boavista (2)                           | lligueta final                            | lligueta final                            |
| 2011      | no es disputà per problemes econòmics     | no es disputà per problemes econòmics     | no es disputà per problemes econòmics     |
| 2012      | Onze Unidos (1)                           | 2-1 (pr.)                                 | Académica Porto Novo                      |
| 2013-2017 | no es disputà per problemes econòmics     | no es disputà per problemes econòmics     | no es disputà per problemes econòmics     |
| 2018      | Sporting Clube da Praia (1)               | 2-1                                       | SC Santa Maria                            |
| 2019      | UD Santo Crucifixo (1)                    | 3-2                                       | GD Palmeira                               |
| 2020      | cancel·lat per la pandèmia de la COVID-19 | cancel·lat per la pandèmia de la COVID-19 | cancel·lat per la pandèmia de la COVID-19 |
| 2021      | no es disputà                             | no es disputà                             | no es disputà                             |
| 2022      | CD Travadores (1)                         | 5–1                                       | ASC Figueirense                           |
| 2023      | Académica Mindelo (1)                     | 1–0                                       | Barreirense FC                            |
| 2024      | CS Mindelense (2)                         | 2–1                                       | GD Palmeira                               |